# Buprestomorpha montrouzieri
Buprestomorpha montrouzieri – gatunek chrząszcza z rodziny kózkowatych i podrodziny zgrzypikowych. Jedyny przedstawiciel rodzaju Buprestomorpha.

## Zasięg występowania
Gatunek ten występuje na Nowej Kaledonii.